# Thuso Phala
Thuso Phala (Soweto, 27 de mayo de 1986) es un exfutbolista sudafricano que jugaba en la posición de mediocampista ofensivo. Fue internacional con la selección de fútbol de Sudáfrica.

## Trayectoria
Phala -que es de raza negra- coprotagonizó junto a Seth Hutcheons -un futbolista de raza blanca- el documental This World: Football and Freedom en el que se muestra sus esfuerzos en el fútbol juvenil y amateur para alcanzar el profesionalismo. La obra fue estrenada en 2004.
Desarrolló una larga carrera en la Premier Soccer League de Sudáfrica, jugando para clubes como Platinum Stars, Kaizer Chiefs, Mamelodi Sundowns, SuperSport United y Black Leopards. Su periodo más exitoso fue en 2016 y 2017 cuando el SuperSport United fue bicampeón de la Copa de Sudáfrica. Previo a ello había obtenido la Copa de la Liga de Sudáfrica de 2014 con el mismo equipo. 
Su modo de festejar los goles que anotaba realizando un baile extravagante se convirtió en un fenómeno viral en su país.

## Selección nacional
Phala integró la selección de fútbol de Sudáfrica que disputó la Copa Africana de Naciones de 2013 y de 2015. 

## Controversia sobre su edad
En una entrevista para un pódcast en noviembre de 2023 admitió tener una edad diferente a la registrada por el ámbito futbolístico de su país. Aunque Phala no comentó cual era su fecha exacta de nacimiento, la prensa sudafricana especuló que habría nacido en 1983 o antes.